# Qir
Qīr (farsi قير) è il capoluogo dello shahrestān di Qirokarzin, circoscrizione Centrale, nella provincia di Fars. Aveva, nel 2006, una popolazione di 16.839 abitanti.